# Michele Fanoli
Michele Fanoli, né le 9 juillet 1807 à Cittadella et mort le 19 septembre 1876 à Milan, est un peintre, lithographe et graveur et italien, principalement de sujets religieux et de portraits dans un style Néoclassique.

## Biographie
Michele Fanoli naît le 9 juillet 1807 à Cittadella dans la province de Padoue. Il étudie sous la direction de Leopoldo Cicognara à l'Académie des Beaux-Arts de Modène, et à l'Académie des beaux-arts de Venise à l'instigation de Cicognara. Il se rend à Paris où il a apprend l'art de la lithographie.
À Paris, il réalise des reproductions lithographiques d'œuvres majeures dont Deposition (1848), Les Willis (1848), Mariage à Cana (1849), Orphée (1854), la Dernière Cène (1855), Immaculée Conception (1855), imprimé par Lemercier à Paris. De retour en Italie en 1860, il est nommé directeur de l'école de lithographie de l'Académie des beaux-arts de Brera
Fanoli fait une peinture largement diffusée à partir d'une scène dans Les Fiancés. Il grave également un inventaire fantaisiste des œuvres sculpturales d'Antonio Canova (1840),. C'est un ami de longue date de Luigi Carrer. Il peint deux œuvres dans Cittadella : La riconoscenza exposée à l'hôtel de Ville, et un retable (Veronica Giuliani bénie reçoit des stigmates entourée par les Saints) pour le Dôme de la ville[Laquelle ?].

Œuvres de Michele Fanoli
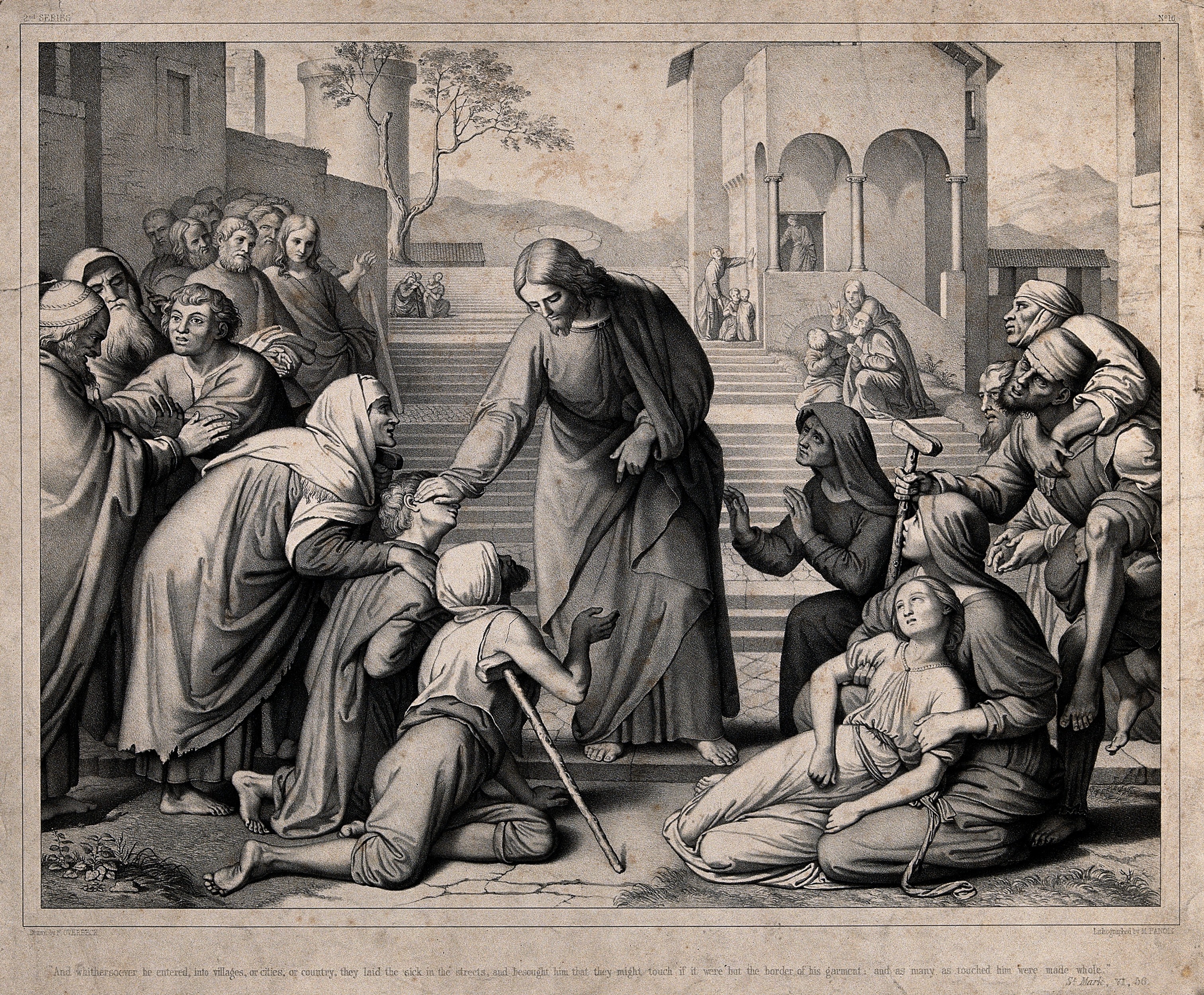
Les Malades approchent du Christ lors de ses voyages, lithographie, 1849, d'après Johann Friedrich Overbeck.
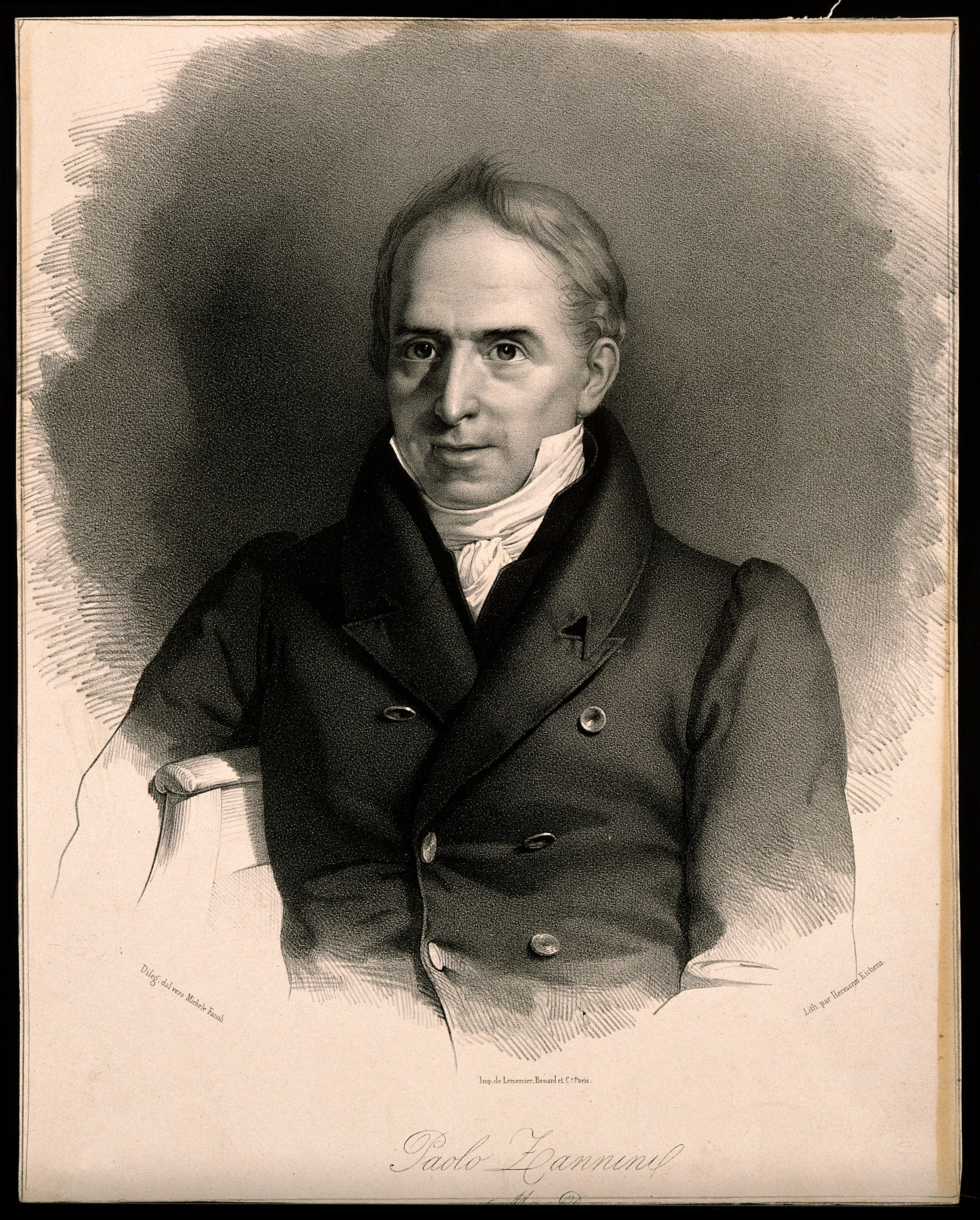
Portrait de Paolo Zannini, lithographie originale, n. d.
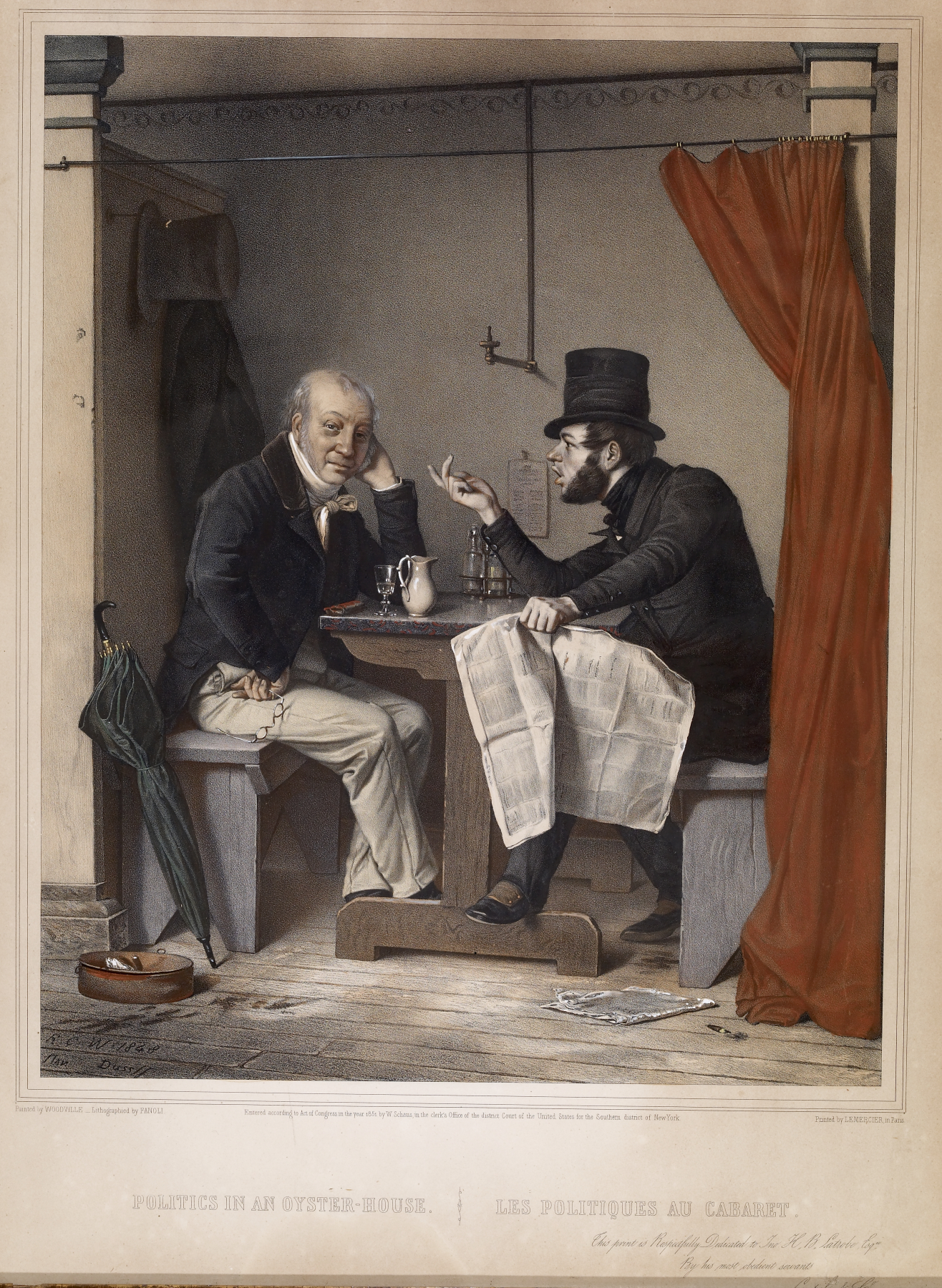
Hommes politiques dans un restaurant d'huîtres, lithographie coloriée à la main, 1857.